# Kirby’s Adventure
Kirby’s Adventure (с англ. — «Приключение Кирби») — компьютерная игра жанра платформер, разработанная компанией HAL Laboratory и выпущенная корпорацией Nintendo для игровой приставки Nintendo Entertainment System (NES). Игра стала одной из последних игр, официально выпущенных для NES. Kirby’s Adventure — единственная игра серии на NES, а также вторая игра серии, после дебюта Кирби в Kirby’s Dream Land. В игре впервые в серии появляется возможность копировать способности противников посредством их вдыхания. Сюжет сфокусирован на путешествии Кирби по Стране Снов (англ. Dream Land), с целью восстановления Звездного Жезла (англ. Star Rod) после того, как Король Дидиди разбил его на части и раздал осколки своим приспешникам.
Как и в случае с первой основной игрой серии, директором данной игры является Масахиро Сакураи. По его замыслу, способности копирования должны были добавить больше глубины игрового процесса и ценности в повторном прохождении после того, как прошлая игра получила критику за свою излишнюю простоту. Поскольку аппаратное обеспечение NES обладало большей графической мощностью, чем Game Boy, а программисты умели работать с устаревшим оборудованием, HAL Laboratory смогла создать впечатляющие визуальные эффекты. Kirby’s Adventure — первая игра, в которой Кирби изображен в цвете. Сакураи всегда планировал, что он будет розовым, к большому удивлению других сотрудников.
Kirby’s Adventure была хорошо принята критиками и получила высокие оценки за удобное управление, разнообразие уровней и новую способность копирования противников. В 2002 году для портативной игровой системы Game Boy Advance был выпущен ремейк игры с улучшенной графикой и поддержкой многопользовательской игры, под названием Kirby: Nightmare in Dream Land. Позднее оригинальная версия игры для NES была переиздана в сервисе цифровой дистрибуции Nintendo Virtual Console, в сборнике Kirby’s Dream Collection для Wii, в комплекте с системой NES Classic Edition, в сервисе Nintendo Switch Online, и со стереоскопическом 3D в линейке 3D Classics для портативной системы Nintendo 3DS. В ретроспективных обзорах журналисты назвали Kirby’s Adventure одной из лучших игр для NES.

## Игровой процесс
Как и большинство игр про Кирби (включая предшественника — Kirby’s Dream Land), Kirby’s Adventure представляет собой двухмерный платформер. Игра состоит из семи миров, каждый из которых содержит несколько небольших уровней, уровень с главным боссом и «Комнату Основной Звезды», позволяющую Кирби путешествовать между мирами. Большинство из них также содержат мини-игры (позволяющие Кирби получать дополнительные очки или жизни), музеи (дающие возможность получить способности врагов) и/или арены (в которых Кирби должен победить врага, чтобы скопировать его способность и восстановить здоровье). Игра стала первой в серии, где предусмотрена функция сохранения. Она автоматически сохраняет прогресс игрока после каждого уровня.
Как и в Kirby’s Dream Land: Кирби способен ходить влево или вправо, приседать и прыгать:13–14. Для атаки Кирби вдыхает в себя врагов или предметы и выплевывает их в виде звёзд:16–17. Он также может летать, надувая себя воздухом; во время полета Кирби не может атаковать противников или использовать другие свои способности, но он может выдохнуть в любой момент, выпустив струю воздуха, которая прерывает его полет. Струя воздуха может быть использована для нанесения урона врагам или разрушения блоков:15. Новые движения включают в себя способность бег в быстром темпе и выполнение скользящего удара:17. Важным аспектом игры являются способности Кирби к копированию. Вдыхая и проглатывая определённых врагов, Кирби получает способность, основанную на способности проглоченного врага. Способности копирования позволяют Кирби получать доступ к новым областям уровня при помощи различных способов. Некоторые копирующие способности могут быть использованы только ограниченное количество раз. Кирби может в любой момент отказаться от способности или он теряет её, когда ему нанесёт урон враг. Потерянная способность превращается в летающую на короткое время по локации звезду. Кирби может восстановить способность, проглотив звезду, прежде чем она исчезнет:20.
Основная цель — просто добраться до конца уровня. Если Кирби столкнулся с врагом, он теряет здоровье, в случае если полоска здоровья окажется на нуле, Кирби потеряет жизнь, упав в нижнюю часть экрана. Кирби может есть продукты, чтобы восстановить здоровье или получить временную неуязвимость.
Игра состоит из сорока одного уровня в семи мирах, каждый из которых содержит площадь с дверями, ведущими на четыре-пять обычных уровней, бой с боссом и дверь с Основными Звёздами (англ. Warp Star), которые позволяют Кирби перемещаться по ранее исследованным уровням:11. Уровни также содержат мини-игры:23–24, позволяющие Кирби получить дополнительные жизни:23,: музеи, где Кирби может легко получить определённые способности, и арены, где Кирби должен сразиться с минибоссом, чтобы получить здоровье и специальную способность босса:30. Игра автоматически сохраняет прогресс игрока после каждого уровня:25. Основная цель — просто добраться до конца уровня. Если Кирби столкнулся с врагом, он теряет здоровье, в случае если полоска здоровья окажется на нуле, Кирби потеряет жизнь. Потеря всех жизней приводит к завершению игры:21. Кирби может есть продукты, чтобы восстановить здоровье или получить временную неуязвимость.

## Сюжет
На возвышенности Страны Снов существует священный фонтан, известный как Фонтан Снов (англ. Fountain of Dreams), он собирает надежды и мечты каждого живого существа на планете Поп Звезда и, в свою очередь, обеспечивает спокойный сон и приятные мечты жителям мира, которые вытекают из фонтана в жидкой форме, прежде чем испариться в туман, который распространяется по всей планете.
Главный герой — Кирби просыпается от своей послеобеденной спячки, не увидев каких-либо сновидений. Он отправляется к Фонтану Снов для проведения расследования. Там он обнаруживает, что Король Дидиди украл Звёздный Жезл (англ. Star Rod), источник силы Фонтана Снов и разбил его на семь частей, шесть из которых он раздал своим союзникам: Лесам Виспи (англ. Whispy Woods), Художнику на Роликах (англ. Paint Roller), Мистеру Свету с Мистером Сияние (англ. Mr. Shine and Mr. Bright), Крако (англ. Kracko), Тяжёлому Кроту (англ. Heavy Mole) и Мета Рыцарю (англ. Meta Knight), а один оставил себе. Без Звёздного Жезла все жители Страны Снов становятся агрессивными и неспособными видеть сны. Кирби принимает решение найти фрагменты Звёздного Жезла и вернуть его на Фонтан Снов, чтобы вернуть каждому сновидения.
Кирби путешествует по семи мирам, сражаясь с врагами, мини-боссами и боссами через кишащие опасностями локации, чтобы отыскать семь фрагментов Звёздного Жезла. После того как Кирби побеждает Короля Дидиди и восстанавливает Звёздный Жезл, он возвращает его на вершину Фонтана Снов (игнорируя требования Дидиди). После этого зловещая тёмная аура заволакивает небо, представляясь тёмным существом по имени Кошмар (англ. Nightmare), появляясь из фонтана. Оказалось, что Кошмар повредил фонтан и Король Дидиди разбил Звёздный Жезл и раскидал части по стране с целью защиты Страны Снов. Кошмар быстро улетает, но, не давая тому сбежать Дидиди вдыхает в себя Кирби со Звёздным Жезлом и выплёвывает в воздух, отправляя главного героя на борьбу с Кошмаром. Используя силу Звёздного Жезла, Кирби побеждает Кошмара в двух формах и спасает Страну Снов.
В концовке описан полёт Короля Дидиди с Кирби и дальнейшее их примирение. Во время титров описан сюжет игры, последствия поражения Кошмара. По окончании игры Кирби, разбивая четвёртую стену прощается с игроком и улетает домой.

### Миры и боссы
1. Овощная Долина (англ. Vegetable Valley). Босс — Леса Виспи (англ. Whispy Woods).
2. Остров Мороженого (англ. Ice Cream Island). Босс — Художник на Роликах (англ. Paint Roller).
3. Масляная Башня (англ. Butter Building). Боссы — Мистер Свет и Мистер Сияние (англ. Mr. Shine & Mr. Bright).
4. Виноградный Сад (англ. Grape Garden). Босс — Крако (англ. Kracko).
5. Йогуртовый Двор (англ. Yogurt Yard). Босс — Тяжёлый Крот (англ. Heavy Mole).
6. Апельсиновый Океан (англ. Orange Ocean). Босс — Мета Рыцарь (англ. Meta Knight). Замечание: перед боем с вами Мета Рыцарь требует вас взять меч, поскольку без оружия он не будет сражаться.
7. Радужный Курорт (англ. Rainbow Resort). Босс — Король Дидиди (англ. King Dedede).
8. Фонтан Снов (англ. Fountain of Dreams). Босс — Кошмар (англ. Nightmare). Замечание: в самом начале боя вы сразу же получаете способность Star Rod (Звёздный Жезл) и Кошмар предстаёт перед вами в двух обличьях: сначала как шар, потом показывает своё истинное лицо.

## Разработка
Kirby’s Adventure была разработана компанией HAL Laboratory в Кофу как игра для NES и продолжение игры Kirby’s Dream Land для Game Boy, выпущенной в 1992 году. Масахиро Сакураи выступил в качестве режиссёра и дизайнера игры, а Такаси Сайтоу помогал в разработке. Хироаки Суга выступил ведущим программистом, а Сатору Ивата, Сигэру Миямото и Такао Симидзу — продюсерами; Ивата также помогал разработчикам в программировании. По словам Сакураи, разработка игры началась после того, как его попросили портировать Kirby’s Dream Land на NES. Поскольку игра для Game Boy была рассчитана на новичков, а игроки на NES были более опытными, Сакураи решил разработать новую игру. В результате Kirby’s Adventure лишь косвенно основана на Kirby’s Dream Land: «Хотя мы могли использовать тот же арт дизайн для данной игры, как и в случае с предшественником, мощности NES позволили нам расширить возможности игры» — отмечает Сакураи.
Разработчики из HAL Laboratory хотели расширить возможности движений Кирби. Игра Kirby’s Dream Land была рассчитана на начинающих игроков, но в результате вызвала критику со стороны более опытных игроков, ищущих более сложный игровой процесс. В игре Kirby’s Adventure Сакураи хотел сохранить простой игровой процесс, но усовершенствовать его, чтобы он понравился опытным игрокам. Это привело к концепции копирования способностей, которые, как надеялась команда, позволят игрокам экспериментировать и повысят ценность повторного прохождения:16. HAL Laboratory создали более 40 концептов способностей копирования, из них они выбрали наиболее понравившиеся и включили их в финальную версию игры. Они также добавили мини-игры, поскольку боялись, что расширенный набор движений Кирби создаст у игроков впечатление, что Kirby’s Adventure — сложная игра. Они были разработаны так, чтобы быть проще и легче, чем основная игра. Кирби также получил возможность бегать быстрее и выполнять атаку в подкате, чтобы увеличить темп игры:17.
К 1993 году программисты умели выжимать максимум из восьмилетнего железа NES. Атака Кирби потоком воздуха становилась сильнее, если в неё попадали несколько врагов или предметов, что разработчики изначально хотели реализовать в Kirby’s Dream Land:17. Kirby’s Adventure — первая игра, в которой Кирби был изображен в цвете:15. Сакураи всегда представлял себе Кирби розовым, но монохромное изображение Game Boy представляло его белым в Kirby’s Dream Land. Остальные сотрудники были удивлены, когда узнали, что Кирби розовый. Спрайт Кирби также был увеличен после того, как игроки пожаловались, что он был слишком маленьким в дебютной игре на Game Boy. В то время как фоны обычно разрабатываются кем-то, кто имеет опыт в создании игровых карт, для Kirby’s Adventure в HAL Laboratory художник нарисовал картинки фонов, которые затем были переданы картографу для работы в игре. По словам Сайтоу, они должны были быть «достаточно красивыми, чтобы просто смотреть на них». В Kirby’s Adventure также впервые появляется Мета Рыцарь, который появляется в качестве безымянного босса на одном из уровней игры:17.
Игра была издана Nintendo в Японии 23 марта 1993 года, в Северной Америке — в мае 1993 года, а в Европе — 12 сентября 1993 года. Она вышла в конце жизненного цикла NES, через десять лет после запуска системы в Японии. К 1993 году большинство геймеров уже стали играть преимущественно на 16-битных системах. Однако игра возглавила чарт продаж Famitsu в Японии в мае 1993 года.

## Техническое исполнение
IGN отмечает, что «к 1993 году программисты мира узнали, как выжать последние силы с NES. Kirby’s Adventure была одной из последних игр на приставке, и вероятно, лучшей из них». В игре представлены специальные визуальные эффекты, псевдо 3D фон (в том числе башни, вращаемые в 3D измерении) и функция прокрутки. В размере 6 мегабит это была одна из самых больших по объёму игр, выпущенных на NES, несмотря на это, игра использовала не самый мощный чип от Nintendo — MMC5, а более старый — MMC3.
Являясь одной из наиболее анимированных и графически разнообразных игр на NES, Kirby’s Adventure использовал максимально возможное количество PRG и CHR банков MMC3 маппера, устанавливаемого в игровой картридж. При этом HAL Laboratory разработан уникальный гибридный LZ/RLE алгоритм сжатия тайловых карт, позволив вместить в и без того сравнительно немаленький размер, который предоставляет MMC3 больше графической информации и данных уровня.
В дальнейшем, подобный алгоритм хранения тайловых карт был применен по крайней мере в игре Arcana на SNES и Kirby: Nightmare in Dream Land на GBA.

## Переиздания
В конце 2002 года Nintendo выпустила Kirby: Nightmare in Dream Land, улучшенный ремейк игры Kirby’s Adventure для Game Boy Advance (GBA). Основы игрового процесса и дизайн уровней были оставлены без изменений; незначительные изменения включают в себя более легкое нахождение скрытых входов и более сложные бои с боссами. Однако вся графика и звуковые эффекты были переделаны с нуля, чтобы использовать преимущества более мощного оборудования GBA. В Nightmare in Dream Land добавлено больше игровых режимов, включая три новые мини-игры и кооперативный многопользовательский режим, поддерживающий до четырёх игроков. В игре также есть «Meta Knightmare», разблокируемый режим, в котором игрок управляет Мета Рыцарем. По данным Next Generation, было продано 970 000 копий игры, выручка составила 29 миллионов долларов.
Порт Kirby’s Adventure был выпущен в качестве загружаемой игры для Nintendo 3DS в eShop на западе 17 ноября 2011 года, а в Японии — 25 апреля 2012 года. Как часть линейки переизданий 3D Classics, игра имеет возможность использовать стереоскопические 3D-функции 3DS. В остальном игра не претерпела изменений.
Kirby’s Adventure доступна в эмулированном виде через сервис цифровой дистрибуции Virtual Console. Она была выпущена на Virtual Console для Wii по всему миру в феврале 2007 года и на Wii U Virtual Console в апреле 2013 года. Версия для GBA была выпущена на Wii U Virtual Console в 2014 году. Версия для NES также включена в Kirby's Dream Collection (2012), сборник видеоигр, посвященный 20-летию серии, и на мини консоли NES Classic Edition (2016). Она была добавлена в библиотеку игр для NES, доступных через службу подписки Nintendo Switch Online на Nintendo Switch 13 февраля 2019 года.

## Музыка
Официальный саундтрек игры, состоящий из 56 композиций, был выпущен компанией Sony Music Entertainment Japan в Японии 21 июля 1994 года. Композиторы — Хирокадзу Андо и Дзюн Исикава, вокалист — Мако Мията.

## Ремейки и переиздания
К 10-ти летию Кирби, Kirby’s Adventure получила ремейк для Game Boy Advance под названием Kirby: Nightmare in Dream Land (с англ. — «Кирби: Кошмар в Стране Снов»). Ремейк выпущен в Японии 25 октября 2002 года, а в Северной Америке — 2 декабря 2002 года. Обладает улучшенной графикой и звуком, а также незначительными изменениями в геймплее, новыми мини-играми и возможностью играть за Мета Рыцаря в мини-игре «Meta Knighmare» (с англ. — «Кошмар Мета Рыцаря»). Кроме того, в Kirby: Nightmare in Dream Land предусмотрен многопользовательский режим на 2-4 игрока, которые могут играть за Кирби в различных цветовых модификациях.
Загадочный соперник Кирби, Мета Рыцарь — играбельный персонаж в новой мини игре Meta Knightmare. В ней игроку даётся под управление Мета Рыцарь. С помощью него используя уникальные способности героя необходимо пройти уровень как можно быстрее. Достижение игрока сохраняется в конце. У Мета Рыцаря есть только половина жизненной силы Кирби, но он действует быстрее, чем Кирби, может подняться быстрее при помощи полёта и может сломать жесткие блоки и световые пушечные предохранители силой своего меча.
Оригинальная NES-версия игры появилась в системе Virtual Console на Nintendo Wii 12 февраля 2007 года в Северной Америке, 16 февраля 2007 года в странах с форматом изображения PAL, 27 февраля 2007 года в Японии. Kirby’s Adventure была также выпущена 7 ноября 2011 года в США и Европе, 25 апреля 2012 года в Японии на Nintendo 3DS в рамках серии «3D Classics» (с англ. — «Трёхмерная классика»), серии классических игр с 3D эффектом. В релизе представлены и другие игры на Nintendo Entertainment System и Super Nintendo Entertainment System, используемых демо технологию под названием «Классические игры», представленную на выставке E3 2010. Оригинал и ремейк выпущены для системы Virtual Console для Wii U. Оригинал вышел в 2013 году, ремейк в 2014. На 20-ти летие Кирби Nintendo выпустила сборник Kirby's Dream Collection (с англ. — «Коллекция снов Кирби»), в который вошла эта игра.
Ретроспективные отзывы о переиздании игры на Wii Virtual Console были также положительными. Рецензент IGN назвал её одной из лучших игр для NES и одним из величайших визуальных и звуковых технических достижений NES. Рецензент Eurogamer считает её одной из лучших игр про Кирби и согласен с мнением IGN, написав: «Первый и единственный выход Кирби на NES бесспорно очарователен и, с его параллакс-прокруткой и красочными персонажами, действительно демонстрирует, сколько сока разработчики выжимали из крошечной системы к концу ее жизни». Рецензент Racketboy отмечает передовые визуальные эффекты: «…насыщенные цвета не пытаются имитировать 16 бит, а наоборот, стараются сделать 8 бит как можно красивее». Рецензенты Nintendo Life и GameSpot согласились с тем, что игра расширила технические возможности NES. Другие элементы игры также были оценены по достоинству, как и в 1993 году, включая оригинальность, миловидность и разнообразие сцен. Рецензент GameSpot написал, что Kirby’s Adventure хорошо выдержала испытание временем, хотя, по их мнению, игра была несколько короткой и легкой. Другие рецензенты также критиковали игру за её длительность и отсутствие сложности. Для переиздания 3D Classics 3D-эффект, добавленный в игру, был признан недостаточным по сравнению с такими играми, как Excitebike и TwinBee, которые использовали больше преимуществ параллакса и эффекта глубины.
Четыре рецензента Electronic Gaming Monthly единодушно рекомендовали игру за продуманный дизайн уровней и огромное разнообразие технологий и способностей Кирби. Kirby’s Adventure удостоена звания лучшей игры на NES 1993 года. Рецензент GamePro дал игре максимальную оценку и назвал её «одной из лучших 8-битных игр когда-либо разработанных», сославшись на большой размер картриджа, изобретательных врагов, возможности копирования способностей, использование графических эффектов, которые обычно не видны в 8-битных играх а также простые и плавные элементы управления.
В 2009 году Official Nintendo Magazine поставил игру на 69-е место в списке лучших игр на игровых системах Nintendo. Игре был поставлена оценка 93 балла из 100, при этом отмечено, что игра могла бы быть лучше, если бы не была такой лёгкой. Также, журнал назвал Кирби одним из самых примечательных героев на NES. GamesRadar поставила игру на 11-е место в списке лучших игр на NES, когда-либо создавшихся, объяснив, что «основанная на концепте первой игры, Kirby’s Dreamland, Kirby’s Adventure расширяет возможности серии, одна из которых — способность Кирби копировать силы своих врагов».

## Критика

### Оригинал
| Сводный рейтинг    | Сводный рейтинг                 |
| Агрегатор          | Оценка                          |
| ------------------ | ------------------------------- |
| GameRankings       | 84 %                            |
| Иноязычные издания |                                 |
| Издание            | Оценка                          |
| CVG                | 89 %                            |
| EGM                | 8,25/10{                        |
| Famitsu            | 33/40                           |
| GamePro            | 20/20{                          |
| Joypad             | 90 % (ages <12) 78 % (ages 12+) |
| Player One         | 92 %                            |

Kirby’s Adventure получила всемирное признание критиков. Большинство аспектов Kirby’s Adventure были хорошо приняты в современных обзорах, и критики согласились, что игра стала лучше, чем Kirby’s Dream Land. Среди наиболее часто отмечаемых рецензентами моментов были оригинальность игры с её новой способностью копирования способностей и уникальный дизайн врагов, размер и разнообразие уровней, жесткое управление, а также качество и миловидность графики и анимации. Рецензент Nintendo Power посчитал, что игра сложнее, чем может показаться геймерам из-за её беззаботной темы. Рецензенты Joypad посчитали, что игра ориентирована на детей младшего возраста, и выставил два балла за рецензию — для геймеров старше и младше 12 лет, причём оценка для детей была выше. Они сравнили игру с Tiny Toon Adventures (1991) от Konami, написав, что графика и звук были лучше в Tiny Toon Adventures, но Kirby’s Adventure имела лучшую анимацию и была более оригинальной. Некоторые рецензенты жаловались, что спрайты персонажей, особенно Кирби, были слишком маленькими.

### Ремейк
| Сводный рейтинг    | Сводный рейтинг |
| Агрегатор          | Оценка          |
| ------------------ | --------------- |
| GameRankings       | 79,74 %         |
| Metacritic         | 81/100          |
| Иноязычные издания |                 |
| Издание            | Оценка          |
| ONM                | 7/10            |
| Advance            | 89 %            |
| Cube               | 9/10            |
| GBA World          | [ 50 ]          |
| GMR                | 8/10            |
| G-Force            | 50 %            |
| Total Advance      | 92 %            |

Ремейк на Game Boy Advance под названием Kirby: Nightmare in Dream Land получил «благоприятные» отзывы в обзорах в соответствии с сайтом Metacritic. Средний балл игры 79,74 % на GameRankings, основанный на 29 обзорах. Японское издание Famitsu оценило игру на 35 баллов из 40.
Новая графика, созданная для ремейка GBA, была принята хорошо. Рецензент GameSpot отметил многослойную прокрутку, эффекты прозрачности и другие визуальные эффекты как улучшение по сравнению с оригиналом. Однако, по их мнению, игра не дотягивала по визуальному оформлению до других игр для GBA, таких как Yoshi’s Island и Castlevania: Harmony of Dissonance. Новые мини-игры и многопользовательские режимы также были высоко оценены за добавление реиграбельности. Поскольку основной геймплей и дизайн уровней были заимствованы из оригинала, игра получила положительные отзывы, однако некоторая критика были направлены на её небольшую продолжительность и простоту. Рецензент GameSpy написал: «Простота означает, что вы можете наслаждаться ею как лёгкой закуской, а не основным блюдом, как Metroid Fusion или Castlevania: Harmony of Dissonance». По их мнению, игра больше всего понравится детям, которые смотрят аниме Kirby: Right Back at Ya! (на момент написания рецензии аниме шло в телеэфире) Рецензент GameSpot согласился, объяснив, что игра не такая глубокая, как Metroid Fusion или Yoshi’s Island, но подходит для «молодых игроков или молодых душой». Eurogamer затруднился рекомендовать игру за полную цену, потому что это всего лишь ремейк, да ещё и короткий.

### Прочее
В обзоре версии игры для Virtual Console, рецензент GameSpot раскритиковал Kirby’s Adventure за низкую продолжительность, но отметил высокое качество графики и звука, программные идеи, связанные с графическими эффектами, на которые NES ранее не был способен, и особенно возможность Кирби копировать способность врагов. Отмечено, что, несмотря на то, что прошло более десяти лет с момента её первоначального появления, «игра не потеряла большую часть своего обаяния или веселья». Несмотря на критику, которая касалась низкой продолжительности игры, рецензент IGN написал, что Kirby’s Adventure «является одной из лучших игр, когда-либо появившихся из NES», отметив хорошую графику, большую вариативность, и удовольствие от возможностей копирования, творчески скрытые секретные области, и общее удовольствие от игры. Игра рекомендована для тех, кто играл в ремейк на Game Boy Advance. Общая оценка игры 9,5 баллов из 10.
Игра получила положительные отзывы от читателей сайта GameFAQs. Средний балл 8,4 из 10. Информационный сайт видеоигр PGNx Media поставил игре 8,25 из 10. Сайт назвал игру замечательным последним аккордом консоли, отметив превосходную графику, управление и звук. Однако, и в этой рецензии был упомянут слишком низкий уровень сложности.
Другой сайт, посвящённый видеоиграм — Digital Entertainment News, оценил версию игры на GameBoy Advance в 9 пунктов из максимальных 10. Единственным недостатком игры была названа её непродолжительность. Немецкий сайт Eurogamer.de поставил реинкарнации игры на Wii 4 «золотые монетки» из 5. Графика игры была оценена как лучшая на NES.
Версия игры в рамках сборника 3D Classics также получила «в целом благоприятные отзывы» в соответствии с сайтом Metacritic.
Во всём мире было продано 1,75 млн экземпляров игры для NES, что ставит Kirby’s Adventure на 32 место по уровню продаж среди игр на NES. В Соединённых Штатах ремейк — Nightmare in Dream Land был продан в количестве 970 000 копий. Разработчики заработали 29 миллионов долларов к августу 2006 года. В период с января 2000 года по август 2006 года это была 17-я самая продаваемая игра, выпущенная для Game Boy Advance и Nintendo DS в этой стране.

## Наследие
Игровые журналисты постоянно включают Kirby’s Adventure в число лучших игр для NES. В частности сайт GamesRadar+ поставил игру на 11 место, IGN — 27-е, Paste — 15-й, Polygon — 3-й, Complex — 16-й, и Esquire — 10-й. Official Nintendo Magazine поставила игру на 69-е место в списке лучших игр на консоли Nintendo в 2009 году, а IGN поставило её на 84-е место в аналогичном списке лучших игр Nintendo. В августе 2006 года Next Generation поставил Nightmare in Dream Land на 17-е место в списке лучших портативных видеоигр 2000-х.
Способность копирования, появившаяся в Kirby’s Adventure, в дальнейшем стала основной механикой в игровом процессе серии. Эта игра также стала первой игрой Kirby, в которой появилась возможность разблокировать предметы, спрятанные на уровнях, что снова стало повторяющейся механикой в последующих играх. Мета Рыцарь постоянно фигурирует в серии видеоигр Super Smash Bros. как боец (начиная с Super Smash Bros. Brawl).

## Заметки
1. ↑  Вышла в Японии под названием Hoshi no Kirby: Yume no Izumi no Monogatari (яп. 星のカービィ夢の泉の物語 Хоси но Ка:би: Юмэ но Идзуми но Моногатари, «Звезда Кирби: История Фонтана Снов»)
2. ↑  Мини-игры включают в себя: Крановая Лихорадка (англ. Crane Fever), в которой игрок пытается вытащить из игрового автомата игрушки Кирби с помощью мостового крана с захватом; Ловец Яиц (англ. Egg Catcher), в котором Дидиди бросает в направлении Кирби яйца и бомбы, цель игрока — съесть яйца, избегая бомб; и Быстрый Розыгрыш(англ. Quick Draw) — дуэль, в которой Кирби должен нокаутировать оппонента быстрее, чем это сделает он.
3. ↑  Вышел в Японии под названием Hoshi no Kirby: Yume no Izumi Deluxe (яп. 星のカービィ夢の泉の物語 Хоси но Ка:би: Юмэ но Идзуми Дэраккусу, с англ. — «Звезда Кирби: Фонтан Снов Делюкс»)
4. ↑  Четыре рецензента EGM дали следующие оценки — 8, 8, 8 и 9 соответственно.
5. ↑  Рецензент GamePro дал игре максимальные 5 баллов за графику, звук, управление и презентацию